# 林孝埈
林孝埈（中国朝鲜语：／ Rim Hyo-jun，1996年5月29日—），曾用汉字名林孝俊（韩语：／ Im Hyo-jun），出生於韓國大邱，2020年轉籍為中國籍的河北省短道速滑運動員。
林孝埈是目前首位和唯一一位奪得短道速滑世錦賽大滿貫得主的中國男子運動員，代表韓國時奪得男子1000米、1500米、超級3000米、5000米接力金牌和世錦賽全能冠軍；代表中國時奪得男子500米和混合2000米接力金牌。

## 經歷

### 早期经历
最初练习游泳，由于他的鼓膜受到损坏，他于小学二年级时转而练习短道速滑，并曾在四年级时击败过六年级学生。在中学一年级时，他因右胫骨受伤，有约一年半没有上冰训练，高中时也一直受伤病困扰。
2012年，代表韩国队参加了2012年因斯布鲁克冬青奥会，获得男子1000米金牌。
2017年4月，他在国家选拔赛中脱颖而出，首次入选韩国国家队。
2018年平昌冬奥会，林孝埈代表韩国队参赛，获得了男子1500米的金牌和500米的铜牌。
2019年2月初，林孝埈在世界杯德国德累斯顿站和意大利都灵站比赛中，在男子500米项目中连续摘金。2月27日，获第65届大韩体育会体育大奖。3月，代表韩国参加世锦赛並獲得5枚金牌，成為全能王。

### 轉折點：“扒裤”风波
在代表韓國時期，林孝俊的成績在多個國內和國際比賽中都碾壓黃大憲，因此黃大憲與林孝俊積怨頗深。黃大憲在比賽時多次對林孝埈拽、拉、絆，試圖影響林孝埈的比賽表演。2018年平昌冬奧會男子短道速滑1000米1/4決賽中，黃背後拉林犯規後被取消成績；2019世界錦標賽男子1500米A組決賽，黃在終點前對林犯規，雖然他以第一名的成績衝過終點，但由於犯規被取消資格，林最終奪冠。
2019年6月17日，黄大宪聲稱，在忠清北道镇川郡选手村攀岩訓練中，自己的褲子被林孝俊「脫下」，指當時有女隊員在場，表示自己「心灵受到了很大创伤」，起訴林孝俊強制猥褻。而說法和事實不符，黄大宪在比赛训练期间经常性对女队员进行骚扰，在选手村集训训练期间，他对在攀岩的女队员做了一些低俗动作。林孝俊本想捉弄一下他，但不為意下拉扯黄大宪的裤子，臀部上方遭露出（並無露出生殖部位）。當時黃大憲無情緒波動，但對事件避而不談，和林孝埈仍有講有笑。但數日後，黃大憲起訴林孝俊，說他心靈受創，需靠安眠药入睡。對此，林孝俊和家人曾多次拜訪黃大憲，為此事道歉並希望得到原諒，但不獲理會更被報警驅離；對此，當時同場多名队友集體请愿表明这只是开玩笑：2020年11月二審時發表的供詞透露，有隊員認為「（黃大憲說的）虛假的事實太多了」，「聽到（林孝俊和黃大憲）開玩笑地聊天」、「沒有想過會這樣嚴重」，而被黃侵犯的女队员亦站出来为林孝俊作证。對此，目擊事件經過的短道速滑運動員盧道熙接受亞洲通訊社獨家採訪時，指出黃的指控（生殖器暴露）是錯誤的，表示在事件發生後「氣氛真的很好，（大家）開個玩笑就結束了」，質疑黃的動機，認為“大家都沒有到這個地步，但為什麼要做出這樣的舉動呢？”。而在起訴林孝埈前數日，黃大憲被拍到和黃大憲母親（時任韓國冰協副主任）、木洞冰场教練金炳俊（後來升任韓國國家隊主教練）燒烤的照片，黃表現淡定，有講有笑。而在起訴林孝俊前，黃大憲對排名較後（成績較差）後的隊友說「恭喜你能參加國際比賽」，暗示林孝俊將被踢出韓國國家隊。
而在運動員訓練村進行調查的時候，時任負責人申智容表示「很清楚情況（只聽從黃大憲供詞的做法）是錯誤的」，認為事件「向一個奇怪的方向傳播」。他更透露黃大憲在表述時，他聽到有人在旁邊「奇怪地指導」，認為事件有可疑。
2020年5月7日，林孝俊被一審判罰300萬韓元，林孝埈上诉，2020年11月，二審改判無罪。2021年5月27日，韩国大法院宣布林孝埈无罪。

### 归化中国
2021年3月6日，林孝俊的经纪公司声明，由于受到司法诉讼的影响，自2019年到2021年，他在韩国任何地方都无法进行训练，因此选择入籍中国。入籍中国是一个年轻的冰上运动员想要站在冰场上的决定，希望韓國民眾不要进行与事实不符的臆测或过分的人格侮辱。
2021年6月3日，林孝俊归化成为中国公民，并将其名字的漢字由「林孝俊」更正為「林孝埈」，拉丁拼写由韩语谚文的文观部式Lim Hyo-jun，改为中文的汉语拼音Lin Xiaojun。
2021年10月19日，他首次身穿中国短道速滑国家队的队服公开亮相。
2022年1月10日，林孝埈代表河北省出战北京冬奥会短道速滑中国国家队选拔赛，这是他归化后首次参加比赛。但由于所有项目没有打入前三，未能获得代表资格。然而事實上，林孝埈轉籍禁賽期在冬奧舉辦後才結束，因此此比賽被外界視作以賽代練。
根据国际奥委会规定，转籍运动员需代表转籍国参赛3年后方可参加奥运赛事（若获得原来国籍奥委会的同意，则可提前参赛，但大韩体育联合会并未同意），故林孝埈无法代表中国参加2022年北京冬奥。本届奥运会中，他多次在社交媒体小红书（1月27日发布首条消息）、新浪微博（2月11日发布首条消息）发文祝贺中国队队友，收到了中国大陆群众的热烈回响，短短两天微博突破一百万粉丝，同时也引起了韩国極端民族主义者的不满。
2022年9月26日，2022—2023赛季短道速滑国家集训队以及专业的保障团队名单正式公布，林孝埈正式成为中国男队成员之一。
2023年5月12日，正值米蘭冬奧倒計時1000天，林孝埈在新浪微博發文，表示已「蓄势待发」，會「（和中國短道速滑國家隊）共赴米兰冬奥」。他更透露在休賽期期間做了肩膀修复手术，已痊愈並在积极備戰2023-2024賽季的比賽。5月29日，在自己27岁生日当天，林孝埈在新浪微博發文，公布了自己第八次手术的情况和康復視頻，感謝冰迷对他的支持和鼓勵，并表示手术恢复后会早日回到冰场，继续备战米兰冬奥会。
2024年6月，林孝埈接受《體壇周報》採訪，分享入籍中國4年後的生活。他表示，自己初穿中國隊制服時，感到有些拘謹；但現在認為自己已經是中國人，每次奪得金牌，或者聽到中國國歌自豪感就會湧現出來，並以身為中國人為榮。而對於短速滑道能在中國受到眾多粉絲關注，讓他深深感到驚訝，讓他想要推廣，使更多人能夠認識到這項運動。

## 運動員生涯

### 代表中國國家隊

#### 2022-2023賽季
2022-2023賽季短道速滑世界杯蒙特利尔站上，林孝埈事隔三年重新回到國際賽場，並代表中國出戰。雖首戰告捷，在男子1500米預賽第一組從末位超越5人，小組第二順利晉級半決賽；但林孝埈在混合2000米接力半決賽中摔倒受傷，不得不退出隨後的1500米單項比賽。據總教練張晶透露，林孝埈参赛意愿强烈，因伤退赛后，他本人也“着急上火”，但避免腰部舊患發作，他亦退出下週舉辦的世界杯鹽湖城站，備戰同樣在鹽湖城舉辦的短道速滑四大洲錦標賽。
2022年11月11日，林孝埈在發燒的情況下，出戰2023年四大洲短道速滑錦標賽500米、1000米和1500米初賽並成功晉級。唯次日因病，林孝埈全數退賽。
2022年12月10日，在2022-2023賽季短道速滑世界杯第三站阿拉木图站上，林孝埈奪得2000米男女混接銀牌，这是他入籍中国後首次获得獎牌。
2023年2月5日，在2022-2023賽季短道速滑世界杯第五站德累斯頓站上奪得男子500米金牌，隊友钟宇晨奪得銀牌。该奖牌為林孝埈歸化中國後第一枚金牌。而在隨後舉行的男子5000米接力賽上，林孝埈再下一城，和隊友奪得金牌。
2023年2月12日，在2022-2023賽季短道速滑世界杯多德雷赫特站上，林孝埈再奪得男子500米金牌。而在同日舉行的男子5000米接力賽，林孝埈和隊友奪得銀牌。
2023年3月11日，在2023年世界短道速滑锦标赛第一个决赛日比赛中，林孝埈在500m項目顺利进入决赛并获得第一，但因忘记戴计时器而被取消资格；事后他在微博为失误向保障团队和支持者致歉。而在紧接举行的5000m男子接力赛上，林孝埈恢复状态，力挽狂澜在最后一圈超越荷兰队，夺得第二名，成功带领中国队进入A组决赛。
2023年3月12日，在2023年世界短道速滑锦标赛第二个决赛日比赛中，林孝埈在1000m項目因美國選手推擠而落後，雖最後力挽狂澜並奪得小組第四名成績，但裁判長（為平昌冬奧無理判罰中國選手的裁判）沒作出判罰，林孝埈沒被判進晉級。但在隨後舉行的2000m男女混合接力賽1/4決賽上，林孝埈和隊員表現出色，小組第一晉級。而在決賽上，中國隊稍不敵荷蘭，奪得銀牌，這面獎牌是林孝埈入籍中國後第一枚世錦賽獎牌。而在隨後舉行的5000m男子接力決賽上，林孝埈和隊友力壓韓國、義大利和加拿大等傳統強敵，奪得金牌。這是林孝埈入籍中國後获得的第二枚世錦賽奖牌，也是第一个世界冠军。
2023年5月13日，因在2022-23賽季的出色表現（世界杯3金2銀，世錦賽1金1銀），林孝埈獲得冰雪项目訓練「標兵」榮譽。

#### 2023-2024賽季
2023年7月11日，中國短道速滑隊在首都体育馆举行媒体公开课，林孝埈和其餘20多名運動員入选了本次训练营並正式开启了新赛季的备战。在訓練營期间将组织进行体能测试和冰上专项测试，同时结合训练营期间的行为表现，在8月遴选组建新一届国家队。
2023年10月21日，林孝埈出戰2023-2024國際滑聯短道速滑世界盃第一站男女混合接力並獲得金牌。至於500m和1500m個人賽，他因傷退賽無緣獎牌。
2023年10月28日，林孝埈出戰2023-2024國際滑聯短道速滑世界盃第二站500m並獲得銅牌，在隨後舉辦的男女混合接力並獲得金牌。29日，林孝埈在男子接力賽事奪得金牌。
在2023-2024國際滑聯短道速滑世界盃第三站中，受到中國短道速滑教練組技術指導失誤下，林孝埈無緣單項獎牌，但在接力賽上獲得一銀（混接）一銅（男接）。
2024年3月16日，林孝埈出战2024年世界短道速滑锦标赛男子500米決賽，并以41秒592的成績奪冠，成為短道速滑世錦賽歷史上首位得到男子大滿貫（囊括500米、1000米、1500米、超級3000米和5000米接力金牌）的選手。
2024年3月17日，林孝埈出战2024年世界短道速滑锦标赛男子5000米接力決賽和男女2000米混合接力決賽，均為隊伍奪得金牌。
2024年6月11日，中国滑冰协会发布《关于对短道速滑项目运动员拟授予国际级运动健将、运动健将称号公示的通知》。林孝埈被授予「国际级运动健将」称号。

#### 2024-2025賽季
2024年10月17日，林孝埈在國家隊媒體開放日接受訪問時表示，“我现在状态还是不错的，第一站的主要目标就是和队友一起拿到接力金牌。每次和队友一起拿下金牌的时刻，我都感到非常激动和自豪。”
2024年10月26日，林孝埈出戰2024-2025国际滑联短道速滑世界巡回赛蒙特利尔（1）站，在500米决赛中以40秒969的時間摘得铜牌，为中国短道队赢下新赛季首枚国际赛事奖牌。27日，林孝埈出戰5000米男子接力，並以6:50.641的成绩奪得銀牌，以一銀一銅結束第一站賽事。
2024年11月2日，林孝埈出戰2024-2025国际滑联短道速滑世界巡回赛蒙特利尔（2）站預賽，在500和1000米均打進正賽。在3日舉辦的混接半決賽中，林孝埈意外滑倒導致肌肉拉傷，並将退出世巡赛第二站剩余比赛，由此第二站無緣獎牌。
2025年2月，林孝埈出戰亞冬會，並奪得一金一銀一銅三面獎牌結束本賽季國際比賽。

### 代表地方(省)隊

#### 2023-2024賽季（代表黑龍江省）
2023年9月12日，林孝埈出戰在內蒙古呼和浩特舉辦的短道速滑精英聯賽賽前4圈和9圈追逐賽。在9圈追逐賽中，林孝埈排名第一，並獲得10000分積分；隨後他退出4圈追逐賽，但仍在積分榜（八十一名運動員中）排列第四位。15日，林孝埈在1500米半決賽中因末端超越犯規，無緣決賽。16日，林孝埈奪得500米金牌，此為歸化中國後所奪的第一枚本土賽事獎牌和金牌。至於1000m比賽，因劃傷手，林孝埈決定退賽休息，並備戰呼倫貝爾站的比賽。在第二站比賽，林孝埈獲得1500米銅牌和2000米男女混接金牌，1000米則奪得B組決賽第一名，唯500米和5000米男子接力比賽因犯規而無法晉級。在首兩站精英聯賽，林孝埈一共奪得3金1銅。
2024年2月16日，林孝埈出戰十四冬1500米和混合接力比賽。遺憾的是，在1500米決賽上，吉林省隊為了力保吉林隊的孫龍拿金牌，安排了吉林省與其它省聯合培養的王鹏宇、馬威等選手對林孝埈進行圍堵和阻擋。最終，林孝埈無緣獎牌，賽後更因将护目镜和头盔扔向冰面被罰黃牌。而在混合接力比賽中，作為衝刺棒的林孝埈在最後一圈接連超過2個對手，以第一名衝過終點。賽後，裁判在無回放和劉少昂自摔的情況下對黑龍江進行判罰，導致黑龍江隊遺憾無緣獎牌。這次黃牌事件和裁判無理由判罰事件讓觀眾意識到以武大靖、韓天宇、孫龍等知名選手代表的吉林省隊長年以來為了保金牌做出許多令人不齒的包括打假賽、收買裁判等暗箱操作。
2024年2月17日，林孝埈出戰十四冬500米比賽，在半決賽中被吉林隊的贾海东實施（其後被判罰）抓刃、拉扯衣服、惡意推撞等危險行為，但是林孝埈在被對手的惡意影響下仍然保持穩定並晉級決賽。半決賽吉林隊的針對性犯規導致林孝埈的決賽在第五道次出發。在決賽道次非常不利的情況下，林孝埈多次非常出色地進行超越和嘗試超越。最終獲得第四名。
2024年2月18日，林孝埈出戰十四冬1000米比賽，在決賽中林孝埈經過穩健的超越后進行領滑，在最後一圈衝刺時被天津隊的劉少昂在背後惡意推撞，痛失金牌，最終以第四名完成比賽。 1000米決賽結束後，林孝埈接著出戰5000米男子接力決賽。由於黑龍江隊的呂修誠先前被吉林隊的任浩博惡意鏟倒至骨折，導致黑龍江隊痛失一員猛將。在如此條件非常不利的情況下，最終林孝埈帶領黑龍江隊獲得銅牌。

#### 2024-2025賽季（代表河北省）
2024年9月27日，林孝埈出戰精英聯賽第二站比賽，首輪三項距離均成功晉級。28日獲得500米銅牌；29日在1000米賽事戰勝劉少昂獲得金牌，在同日舉辦的男子接力賽事中，林孝埈帶領河北隊由排行第四逆轉奪得銀牌。林孝埈以一金一銀一銅完成俱樂部聯賽賽事。

## 代表韩国时的比赛/奖牌纪录

### 国际赛：代表韩国
以下为国际赛事之奖牌记录

#### 冬奥会
| 賽季    | 地點     | 比賽項目 | 奖牌 | 決賽用时 |
| ------- | -------- | -------- | ---- | -------- |
| 冬奥会  |          |          |      |          |
| 2017-18 | 韩国平昌 | 500米    | 銅牌 | 39.919   |
| 2017-18 | 韩国平昌 | 1500米   | 金牌 | 2:10.485 |

#### 世锦赛
| 賽季    | 地點           | 比賽項目       | 奖牌 | 決賽用时 |
| ------- | -------------- | -------------- | ---- | -------- |
| 世錦賽  |                |                |      |          |
| 2017-18 | 加拿大蒙特利尔 | 1000米         | 銀牌 | 1:22.283 |
| 2017-18 | 加拿大蒙特利尔 | 1500米         | 銀牌 | 2:13.157 |
| 2017-18 | 加拿大蒙特利尔 | 5000米男子接力 | 金牌 | 6:44.267 |
| 2018-19 | 保加利亚索菲亚 | 全能           | 金牌 | —        |
| 2018-19 | 保加利亚索菲亚 | 1000米         | 金牌 | 1:26.468 |
| 2018-19 | 保加利亚索菲亚 | 1500米         | 金牌 | 2:31.632 |
| 2018-19 | 保加利亚索菲亚 | 超级3000米     | 金牌 | 5:00.988 |
| 2018-19 | 保加利亚索菲亚 | 5000米男子接力 | 金牌 | 7:04.292 |

#### 世界杯
| 賽季    | 站次   | 地點               | 比賽項目       | 奖牌 | 決賽用时 |
| ------- | ------ | ------------------ | -------------- | ---- | -------- |
| 世界杯  |        |                    |                |      |          |
| 2017-18 | 第一站 | 匈牙利布达佩斯     | 500米          | 銀牌 | 41.557   |
| 2017-18 | 第一站 | 匈牙利布达佩斯     | 1000米         | 金牌 | 1:26.092 |
| 2017-18 | 第一站 | 匈牙利布达佩斯     | 1500米         | 金牌 | 2:14.537 |
| 2017-18 | 第四站 | 韩国首尔           | 5000米男子接力 | 金牌 | 6:47.365 |
| 2018-19 | 第一站 | 加拿大卡尔加里     | 5000米男子接力 | 銀牌 | 6:28.857 |
| 2018-19 | 第二站 | 美国盐湖城         | 500米          | 銀牌 | 39.670   |
| 2018-19 | 第三站 | 哈薩克斯坦阿拉木圖 | 1500米         | 金牌 | 2:19.167 |
| 2018-19 | 第三站 | 哈薩克斯坦阿拉木圖 | 2000米混合接力 | 銀牌 | 2:39.639 |
| 2018-19 | 第五站 | 德国德累斯顿       | 500米          | 金牌 | 40.243   |
| 2018-19 | 第五站 | 德国德累斯顿       | 1500米         | 銅牌 | 2:15.180 |
| 2018-19 | 第六站 | 意大利都灵         | 500米          | 金牌 | 41.314   |

#### 青冬奥
| 青冬奥  |                  |        |      |          |
| 2011-12 | 奥地利因斯布鲁克 | 500米  | 銀牌 | 42.482   |
| 2011-12 | 奥地利因斯布鲁克 | 1000米 | 金牌 | 1:29.284 |

## 代表中國時的比賽/奖牌纪录

### 國際賽：代表中國
以下为国际赛事之奖牌记录

#### 世錦賽
| 賽季    | 地點       | 比賽項目       | 奖牌 | 決賽用时 |
| ------- | ---------- | -------------- | ---- | -------- |
| 世錦賽  |            |                |      |          |
| 2022-23 | 韓國首爾   | 2000米混合接力 | 銀牌 | 2:41.821 |
| 2022-23 | 韓國首爾   | 5000米男子接力 | 金牌 | 7:04.412 |
| 2023-24 | 荷蘭鹿特丹 | 500米          | 金牌 | 41.592   |
| 2023-24 | 荷蘭鹿特丹 | 2000米混合接力 | 金牌 | 2:37.697 |
| 2023-24 | 荷蘭鹿特丹 | 5000米男子接力 | 金牌 | 7:18.468 |

#### 亞冬會
| 賽季        | 地點       | 比賽項目   | 奖牌 | 決賽用时 |
| ----------- | ---------- | ---------- | ---- | -------- |
| 亞冬會      |            |            |      |          |
| 2025 哈爾濱 | 中國哈爾濱 | 500米      | 金牌 | 41.150   |
| 2025 哈爾濱 | 中國哈爾濱 | 1500米     | 銀牌 | 2:16.956 |
| 2025 哈爾濱 | 中國哈爾濱 | 5000米接力 | 銅牌 | 7:03.909 |

#### 世界杯/世巡賽
| 賽季       | 站次   | 地點               | 比賽項目       | 奖牌 | 決賽用时 |
| ---------- | ------ | ------------------ | -------------- | ---- | -------- |
| 世界杯     |        |                    |                |      |          |
| 2022-23    | 第三站 | 哈薩克斯坦阿拉木圖 | 2000米混合接力 | 銀牌 | 2:39.086 |
| 2022-23    | 第五站 | 德國德勒斯登       | 500米          | 金牌 | 41.329   |
| 2022-23    | 第五站 | 德國德勒斯登       | 5000米男子接力 | 金牌 | 6:51.106 |
| 2022-23    | 第六站 | 荷蘭多德雷赫特     | 500米          | 金牌 | 40.693   |
| 2022-23    | 第六站 | 荷蘭多德雷赫特     | 5000米男子接力 | 銀牌 | 6:47.090 |
| 2023-24    | 第一站 | 加拿大蒙特婁       | 2000米混合接力 | 金牌 | 2:40.683 |
| 2023-24    | 第二站 | 加拿大蒙特婁       | 2000米混合接力 | 金牌 | 2:37.348 |
| 2023-24    | 第二站 | 加拿大蒙特婁       | 5000米男子接力 | 金牌 | 7:03.468 |
| 2023-24    | 第二站 | 加拿大蒙特婁       | 500米          | 銅牌 | 40.580   |
| 2023-24    | 第三站 | 中国北京           | 2000米混合接力 | 銀牌 | 2:37.494 |
| 2023-24    | 第三站 | 中国北京           | 5000米男子接力 | 銅牌 | 6:58.280 |
| 世界巡迴賽 |        |                    |                |      |          |
| 2024-25    | 第一站 | 加拿大蒙特婁       | 500米          | 銅牌 | 40.969   |
| 2024-25    | 第一站 | 加拿大蒙特婁       | 5000米男子接力 | 銀牌 | 6:50.641 |

### 國內賽

#### 冬運會
| 屆次                | 地點         | 比賽項目      | 排名           | 決賽用时 | 奖牌   | 資料來源 |
| ------------------- | ------------ | ------------- | -------------- | -------- | ------ | -------- |
| 十四冬 代表黑龍江省 | 中國呼倫貝爾 | 500m          | 決賽           | 41.381   | 第四名 | [ 71 ]   |
| 十四冬 代表黑龍江省 | 中國呼倫貝爾 | 1000m         | 決賽第四名     | NO_TIME  | 第四名 | [ 72 ]   |
| 十四冬 代表黑龍江省 | 中國呼倫貝爾 | 1500m         | 决赛【無成績】 | 黃牌     | 不適用 | [ 73 ]   |
| 十四冬 代表黑龍江省 | 中國呼倫貝爾 | 2000m混合接力 | 決賽【無成績】 | 犯規     | 不適用 | [ 74 ]   |
| 十四冬 代表黑龍江省 | 中國呼倫貝爾 | 5000m男子接力 | 決賽第三名     | 6:46.894 | 銅牌   | [ 75 ]   |

#### 精英聯賽
| 賽季                 | 站次   | 地點         | 比賽項目       | 決賽排名  | 決賽用时  | 奖牌   | 資料來源 |
| -------------------- | ------ | ------------ | -------------- | --------- | --------- | ------ | -------- |
| 2023-24 代表黑龍江省 | 第一站 | 中國呼和浩特 | 九圈追逐賽     | 第一名    | 01:24:369 | 不適用 | [ 76 ]   |
| 2023-24 代表黑龍江省 | 第一站 | 中國呼和浩特 | 500m           | 第一名    | 00:41.604 | 金牌   | [ 77 ]   |
| 2023-24 代表黑龍江省 | 第一站 | 中國呼和浩特 | 2000m混合接力  | 第一名    | 02:44.596 | 金牌   | [ 78 ]   |
| 2023-24 代表黑龍江省 | 第二站 | 中國呼倫貝爾 | 1500m          | 第三名    | 02:36.112 | 銅牌   | [ 79 ]   |
| 2023-24 代表黑龍江省 | 第二站 | 中國呼倫貝爾 | 1000m          | B組第一名 | 01:28.920 | 第5名  | [ 80 ]   |
| 2023-24 代表黑龍江省 | 第二站 | 中國呼倫貝爾 | 2000m混合接力  | 第一名    | 02:43.207 | 金牌   | [ 81 ]   |
| 2024-25 代表河北省   | 第二站 | 中國石家莊   | 500米          | 第三名    | 00:41.498 | 銅牌   | [ 82 ]   |
| 2024-25 代表河北省   | 第二站 | 中國石家莊   | 1000米         | 第一名    | 01:30.451 | 金牌   | [ 83 ]   |
| 2024-25 代表河北省   | 第二站 | 中國石家莊   | 5000米男子接力 | 第二名    | 07:01.214 | 銀牌   | [ 84 ]   |